# 션룽
션룽(중국어: 谌容, 병음: Shèn Róng, 1936년~2024년 2월 4일)은 중국의 작가이다.
션룽은 후베이성 한커우에서 션더룽(중국어: 谌德容)이라는 이름으로 태어났다. 당시의 정치적 불안으로 인해 그녀의 가족은 자주 이사를 했고 마침내 충칭시에 정착했다. 그녀는 출판사에서 조수로 일했고 베이징에서 러시아어를 공부했다. 그 후 그녀는 라디오 방송국에서 번역가로 일했지만 1963년 질병으로 인해 석방되었다. 1973년에 그녀는 산시성의 한 농민 가족과 함께 살기 위해 갔다.
션룽은 1970년대에 글을 쓰기 시작했다.
2024년 2월 4일 88세의 나이로 사망했다.